# Basse-sur-le-Rupt
Basse-sur-le-Rupt är en kommun i departementet Vosges i regionen Grand Est (tidigare regionen Lorraine) i nordöstra Frankrike. Kommunen ligger i kantonen Saulxures-sur-Moselotte som tillhör arrondissementet Épinal. År 2022 hade Basse-sur-le-Rupt 854 invånare.

## Befolkningsutveckling
Antalet invånare i kommunen Basse-sur-le-Rupt
| Referens: INSEE |